# بلادونا پ ب
بلادونا پ ب (به انگلیسی: Belladonna P B)
رده درمانی: داروهای گوارشی
اشکال دارویی: قرص و شربت

## موارد مصرف
بلادونا پ ب برای کنترل دل درد استفاده می شود. بیماری روده تحریک پذیر (IBS) ، اسهال ویروسی و درد شکمی به ویژه شیرخواران.

## مکانیسم اثر
این دارو ترکیبی از بلادونا و فنوباربیتال است. بلادونا دارای خواص آنتی کلینرژیک است مانند آتروپین و هیوسین.

## عوارض جانبی
یبوست ، خواب آلودگی ، تاری دید , خشکی دهان , علائم عصبی و مشکلات اداری.